# Operation Chronicle
1942

Rabaul –
1. Salamaua-Lae –
Operation N –
Operation MO –
Korallenmeer –
Buna-Gona –
Kokoda Track –
Milne-Bucht –
Goodenough –
Buna-Gona-Sanananda –
Operation Lilliput 
1943

Wau –
Bismarcksee –
I –
2. Salamaua-Lae –
Chronicle –
Finisterre –
Cartwheel –
Bougainville –
Huon –
Neubritannien –
Bombardierung von Rabaul 
1944–1945

Admiralitätsinseln –
Emirau –
Take Ichi Konvoi –
Reckless –
Persecution –
Wakde-Sarmi –
Biak –
Noemfoor –
Driniumor –
Sansapor –
Morotai –
Aitape–Wewak
Die Operation Chronicle fand vom 23. bis zum 30. Juni 1943 während des Pazifikkriegs im Zweiten Weltkrieg statt. Es war die kampflose Besetzung der Insel Kiriwina in der Gruppe der Trobriand-Inseln sowie der Insel Woodlark vor der südöstlichen Ecke von Neuguinea. Unter dem Kommando von General Douglas MacArthur wurde die Operation ausgeführt, um die rechte Flanke des Vormarsches bei der Durchführung des  Cartwheel-Plans zu schützen.

## Die japanische Situation
Die Japaner besetzten die Inseln in ihrem großen Vormarsch nach Südosten durch die Region des Südwestpazifik in den ersten vier Monaten des Jahres 1942 nicht, sondern hatten sich auf den südöstlichen Teil Neuguineas konzentriert, um von dort zur strategisch wichtigen Stadt Port Moresby zu gelangen. Während der Kokoda-Track-Kampagne hatten sie jedoch eine schwere Niederlage erlitten und waren auch Mitte 1943 noch in schwere Kämpfe um Salamaua und Lae verstrickt (→ Salamaua-Lae-Kampagne).

## Die Planung der Alliierten
Im Südwestpazifik hatte General MacArthur frühzeitig in 1942 mit der Planung der Offensive gegen Rabaul begonnen. Seine Pläne beschrieben die Vormärsche entlang zweier Achsen, die in einem konvergierenden Angriff auf Rabaul gipfelten. Aber seine Streitkräfte konnten die Aufgabe erst starten, nachdem die Alliierten die Guadalcanal- und Neuguinea-Feldzüge in den ersten beiden Monaten des Jahres 1943 erfolgreich abgeschlossen hatten.
MacArthur kam zu dem Schluss, dass er die Philippinen erreichen könnte, indem er entlang der Nordküste Neuguineas nach Westen vorrückte und dann über die dazwischen liegenden Inseln nach Nordwesten in Richtung der Philippinen umschwang.
Der Vormarsch entlang der Küste Neuguineas könnte ungefähr zu dem Zeitpunkt begonnen werden, wenn die Belagerung von Rabaul begann, konnte jedoch nicht sicher beginnen, bis Rabaul neutralisiert wurde, damit dort stationierte japanische Schiffe und Flugzeuge den Vormarsch nicht ver- oder behindern könnten.
Dieser Plan für den Vormarsch auf die Philippinen, RENO genannt, war noch nicht nach Washington übermittelt worden. Er sah weit in die Zukunft. Es gab nicht genug Streitkräfte, um überhaupt den Rabaul-Plan (ELKTON) zu starten, schon gar nicht um den umfangreicheren RENO-Plan zu starten.
Kurz bevor sie Washington nach Casablanca zur Konferenz verließen, hatten die Joint Chiefs MacArthur angewiesen, detaillierte Pläne zur Umsetzung ihrer Richtlinie vom 2. Juli 1942 vorzulegen, und ihn ermächtigt, sich mit Nimitz und Halsey auszutauschen.
Nach Erhalt der Anweisungen der gemeinsamen Stabschefs wandten sich General MacArthur und seine Untergebenen der Aufgabe zu, Pläne vorzubereiten und Befehle zur Durchführung der Richtlinie vom 28. März 1942 zu erteilen. Alles was benötigt wurde, war eine Überarbeitung der beiden vorherigen ELKTON-Pläne.
Das Strategische Komitee hatte auch empfohlen, Woodlark und Kiriwina einzunehmen. Die Inseln würde Rabaul und die nördlichen Salomonen in Reichweite von Kampfflugzeugen und mittleren Bombern bringen und somit das Fehlen ausreichend schwerer Bomber ausgleichen. Die Inseln, die außerhalb des Schlechtwettergürtels liegen, der häufig die Südostspitze Neuguineas bedeckt, würden auch als Stützpunkte für den schnellen Wechsel von Lufteinheiten zwischen dem Süd- und Südwestpazifik dienen. Im Dezember des Vorjahres hatte Admiral Halsey MacArthur die Errichtung eines Luftwaffenstützpunkts in Woodlark oder Kiriwina vorgeschlagen und angeboten, einige der erforderlichen Truppen auszustatten. Dieses Projekt wurde von General Marshall und Admiral King genehmigt. Die Einnahme von Woodlark und Kiriwina, dort Operation Coronet genannt, war Teil des ELKTON-Plans, wurde jedoch in der Version von ELKTON, die nach Washington gebracht wurde, weggelassen.

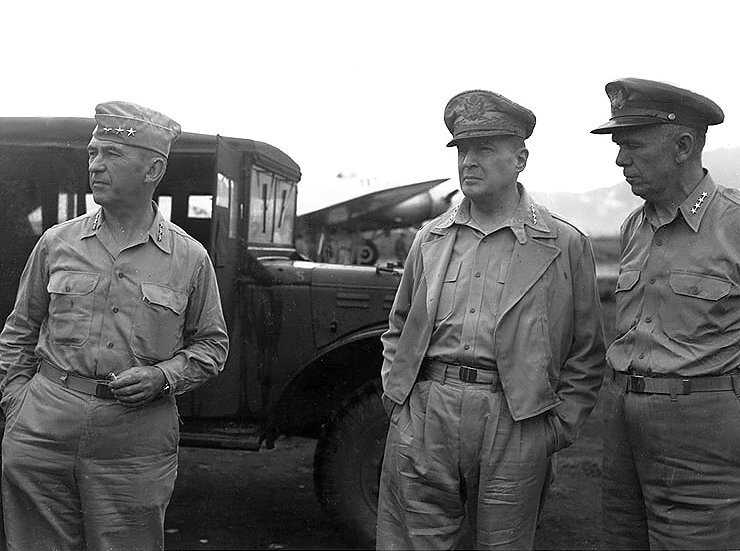
V. l. n. r. Die Generäle Krueger, MacArthur und Marshall

Am 28. März 1943 wurden neue Befehle an Halsey, Nimitz und MacArthur versandt. Die Joint Chiefs hoben ihre Richtlinie vom 2. Juli 1942 auf. Sie befahlen MacArthur und Halsey, Flugplätze auf Woodlark und Kiriwina einzurichten, das Gebiet Lae-Salamaua-Finschhafen-Madang in Neuguinea zu erobern und das westliche Neubritannien zu besetzen, sowie das Gebiet der Salomonen bis nach Süd-Bougainville einzunehmen.

### Chronicle Planung
Die Planung zur Operation Chronicle begann Anfang Mai im Hauptquartier der 6. Armee von General Krueger in der Nähe von Brisbane. General MacArthur wies die alliierten Luft- und Seestreitkräfte an, die ALAMO-Streitkräfte zu unterstützen, und machte Krueger für die Koordinierung der Boden-, Luft- und Marineplanung verantwortlich. Die Einnahme der beiden Inseln war die erste echte Amphibienaktion in MacArthurs Gebiet. Die Planung war so gründlich und umfassend, dass die Pläne für den Transport von Truppen, Vorräten und Ausrüstung in der Amphibienschifffahrt zu einem ständigen Betriebsverfahren für künftige Landungen wurden.
General Kenney wies das RAAF Kommando von Vizemarschall Bostock an, die Nachschublinien entlang der Ostküste Australiens zu schützen und die Verteidigung der vorderen Stützpunkte zu unterstützen. Die Unterstützung der Operation Chronicle übertrug er als Hauptaufgabe an die Fifth Air Force. Das V Bomber Command unter Oberst Roger M. Ramey sollte versuchen, die japanische Luftwaffe in Rabaul zu zerstören, indem es vom 25. bis 30. Juni jede Nacht eine schwere Bombergruppe einsetzte. Wenn das Wetter es ermöglichte sollten japanische Schiffe angegriffen und die Aufklärungsmissionen fortgesetzt werden. U-Boot-Patrouillen sollten bei Tageslicht innerhalb von 320 Kilometer von den alliierten Stützpunkten in Neuguinea gefahren werden und nach Bedarf die Bodentruppen unterstützen.

### Woodlark

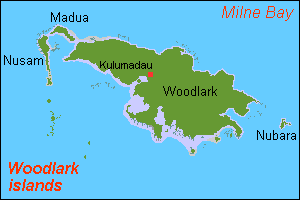
Woodlark

Die 71 km lange und 32 km breite Insel Woodlark liegt nordöstlich der Ostspitze Neuguineas in der Salomenensee. Obwohl sie von Riffen umgeben ist, gibt es entlang der Südküste eine Reihe von Ankerplätzen, einschließlich des Hafens von Guasopa im Südosten, die nur über zwei Kanäle durch das Riff erreicht werden können. Der größte Teil der Südküste ist von Klippen gesäumt. Die Insel ist mit Dschungel bedeckt und die höchste Erhebung im Süden ist etwa 249 Meter hoch. Die Insel hatte nur wenige Einwohner zur Zeit des Pazifikkriegs. Woodlark war bekannt für ihre Goldvorkommen.

### Kiriwina

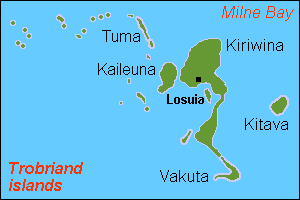
Die Trobriand-Inseln mit Kiriwina

Die größte der Trobriand-Inseln, Kiriwina, liegt nördlich der Ostspitze Neuguineas. Die Insel ähnelt in ihrer Form einer Kaulquappe mit einem runden oberen Teil und einer langen Halbinsel im Süden. Sie ist ca. 40 km lang und 11,25 km breit. Kiriwina ist mit Dschungel bedeckt, sehr flach und in der Nähe des nördlichen Endes nur 55 m hoch. Ihr flaches Gelände war für den Bau von Flugplätzen geeignet, aber es fehlten Landungsstrände für amphibische Operationen. Die Bevölkerung während des Pazifikkriegs betrug etwa 7500 Personen.

## Vor den Landungen
Die Royal Australian Air Force (RAAF) betrieb bis März 1943 eine Radarstation auf Kiriwina. Als sich japanische Überlebende der Schlacht in der Bismarcksee am 7. März an Land retteten, waren die Radarbesatzungen alarmiert. Am folgenden Tag töteten australische Truppen 34 Überlebende und nahmen drei gefangen, acht weitere flohen in den Dschungel. Überlebende kamen noch einige Zeit an Land, und die pro-alliierte einheimische Bevölkerung lieferte viele an die Australier aus.
General Krueger hatte geplant, das ALAMO-Hauptquartier in der Milne-Bucht zu errichten. Aufklärungen hatten gezeigt, dass dies möglich wäre. Die Zusammenstellung der Invasionstruppe wurde durch die Tatsache erschwert, dass die Kiriwina-Einheiten (ab diesem Zeitpunkt als Byproduct-Force benannt) von Port Moresby bis nach Australien verstreut waren. Die Woodlark-Streitmacht (ab diesem Zeitpunkt als Leatherback-Force benannt) war praktisch intakt aus dem Südpazifik gekommen und konzentrierte sich mit Ausnahme von Marine- und Luftelementen in Townsville. Ihre Gesamtstärke betrug 6868 Mann.
Die Marschpläne wurden sorgfältig ausgearbeitet, so dass die ersten Elemente der Kiriwina Force Anfang Juni ihr Bereitstellungsgebiet in der Milne-Bucht erreichten. Es stellte sich schnell heraus, dass die Versammlung der Streitkräfte nicht vor der dritten Juniwoche abgeschlossen sein konnte. Aus diesem Grund war für den 30. Juni der D-Day für Chronicle festgelegt worden, der auch der D-Day für die Landung in der Nassaubucht und die Schlacht um New Georgia sein würde.
Am 20. Juni wurde das ALAMO-Hauptquartier in der Milne-Bucht eröffnet. Kurz darauf trafen MacArthur und Barbey ein. Innerhalb weniger Tage erreichten alle Elemente der Kiriwina-Einheit (8415 Mann) unter dem Kommando von Oberst Herndon die Bucht.

## Die Landungen
Am 21. Juni um 4:00 Uhr morgens verließen die schnellen Transporter Brooks und Humphreys Townsville mit fast zweihundert Mann des 112. Kavallerie-Regiments. In der Milne-Bucht stiegen am nächsten Tag weitere Männer zu, und die beiden Schiffe verließen die Bucht um 16:00 Uhr mit hoher Geschwindigkeit, um in der Nacht Woodlark zu erreichen. Die APDs kamen in Woodlark ohne Zwischenfälle an und am 23. Juni um 0:32 Uhr landete die Vorausabteilung unter Major D. M. McMains im Hafen von Guasopa. Die raue See und starker Wind verlangsamten die Landungen, die erst um 4:00 Uhr abgeschlossen wurden. Der australische Küstenwächter war von der Landung nicht informiert worden. Als ihm mitgeteilt wurde, dass Truppen an Land kommen würden, bildete er und seine einheimischen Guerillas eine Gefechtslinie und machte sich bereit zu kämpfen. Glücklicherweise hörte er, bevor etwas Tragisches passierte, dass die „Invasoren“ Englisch sprachen und schloss sich ihnen an.

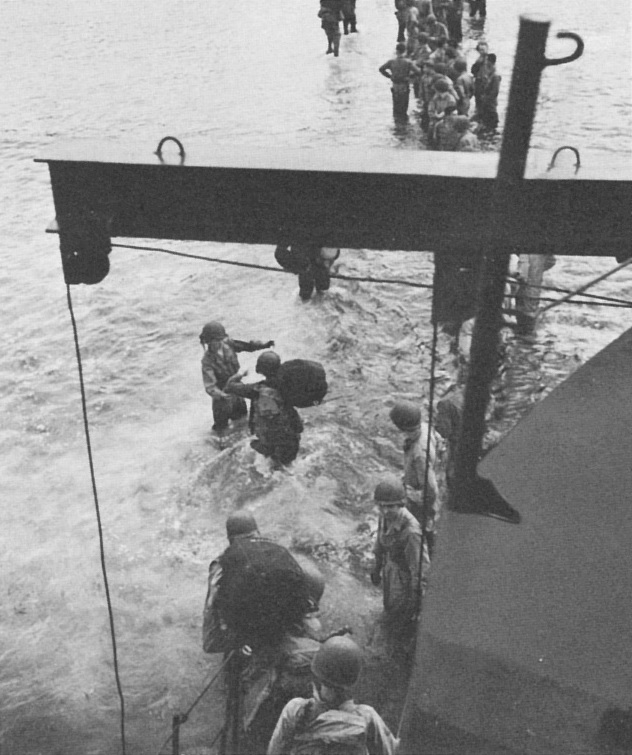
US-Truppen verlassen ein Landungsboot bei Kiriwina

Die Brooks und Humphreys erreichten die Milne-Bucht bei Tageslicht des 23. Juni und nahmen die  Vorausabteilung des 158. Infanterie-Regiments unter dem Kommando von Oberstleutnant Floyd G. Powell an Bord. Sie verließen die Bucht um 18:10 Uhr, rund vier Stunden hinter dem eigentlichen Zeitplan, und erreichten Kiriwina um Mitternacht. Das die Insel umgebende Korallenriff erschwerte die Landung erheblich und die Landungsboote liefen mehrmals auf Grund. Die schwere Kommunikations- und Ingenieurausrüstung konnte erst in der nächsten Nacht an Land gebracht werden.
Der Landungsverband der Seventh Amphibious Force (Task Force.76) unter Konteradmiral Barbey landete am 23. und 24. Juni 1943 nach CTF 76 Op. Plan (1-43) das 112. Kavallerie-Regiment auf Woodlark und am 28., 29. und 30. Juni das 158. Infanterie-Regiment auf Kiriwina. Beteiligt waren die schnellen Transporter Brooks, Gilmer, Sands und Humphreys, sowie 17 LST, 20 LCT, 20 LCI und 4 YMS. Die Deckung und operative Unterstützung unternahmen die Zerstörer Mugford, Helm, Bagley und Henley. Zur weiteren Deckung des Unternehmens operierten bis zum 4. Juli die Task Force.74 unter Vizeadmiral Crutchley mit den Kreuzern Australia und Hobart sowie den Zerstörern Arunta, Warramunga und Lamson im Korallenmeer und der östlichen Arafurasee.
Auf Kiriwina wurden Verteidigungsstellungen mit Maschinengewehren, Flugabwehr- und Küstenartilleriegeschützen errichtet. Die Fracht wurde ins Landesinnere gebracht und die Arbeiten am Flugplatz begannen am 2. Juli. In der Zwischenzeit war die Kiriwina-Truppe von Oberst Herndon gelandet, jedoch nicht so problemlos wie die Operationen in Woodlark verliefen. Kurz nach Sonnenaufgang am 30. Juni begannen zwölf LCI, die mit sechs eskortierenden Zerstörern am vergangenen Mittag von der Milne-Bucht aus gestartet waren, ihre 2250 Männer anzulanden. Komplikationen begleiteten die Landung von Anfang an. Die LCIs hatten große Schwierigkeiten durch den engen, mit Riffen gespickten Kanal zum Strand in der Nähe von Losuia zu gelangen. Das Wasser wurde in Küstennähe so flach, dass sie 200 bis 300 Meter von der Küste entfernt landeten. Die Landung verlief daher sehr langsam. Gegen Abend kamen zwölf LCTs und sieben LCMs an, die Milne Bay am 29. Juni verlassen hatten und über Nacht bei der Insel Goodenough geankert hatten. Wiederholt gab es Probleme. Es regnete heftig und es herrschte Ebbe. Nur ein LCT konnte eine Sandbank überqueren, die den Zugang zum Steg in Losuia blockierte. Andere LCTs mussten warten, bis die Flut sie wieder anhob. Ein Großteil der Ausrüstung musste von Hand an Land getragen werden. Einige Fahrzeuge konnten an Land gefahren werden, aber einige versanken im Wasser.
Eine Lösung bot Kiriwinas Nordküste. Dort wurde ein Korallendamm gebaut und hier konnten Lastwagen direkt auf die Bugrampen der LCTs zurückfahren. Da es keine Feindberührung gab genehmigte Admiral Barbey eine Änderung des ursprünglichen Plans, einen Teil der Vorräte an Bord von LSTs nach Goodenough zu bringen und sie dann für die Reise nach Kiriwina auf LCTs umzuladen. Nach dem 12. Juli fuhren LSTs direkt von der Milne-Bucht an die Nordküste von Kiriwina.

### Ausbau der Flugfelder
Auf Woodlark konnte schon am 24. Juli die 67th Fighter Squadron seine Missionen vom neu angelegten Flugfeld starten. Bis zum 14. August war die Landebahn auf 1,8 Kilometer Länge ausgebaut.

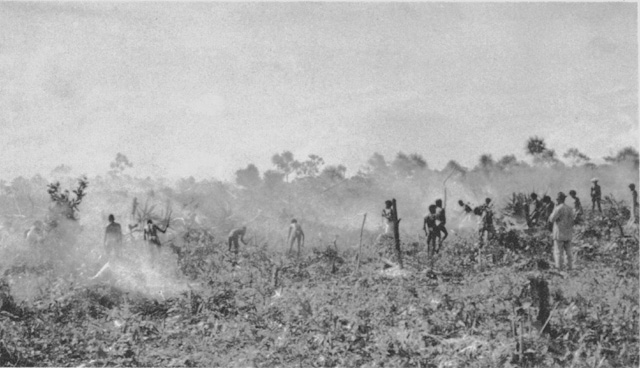
Bauarbeiten für die Landebahn auf Kiriwina

Zwanzig Tage nach der Landung war die erste Landebahn des Südfeldes auf Kiriwina rund 500 Meter lang und am Monatsende auf 1,5 Kilometer ausgebaut. Die No. 79 Squadron der RAAF flog ein und nahm am 18. August den Betrieb auf. Anfang September waren die Ausbauarbeiten an der Landebahn und den Rollbahnen beendet. Am nördlichen Flugfeld hatten die Arbeiten nach der Planungsphase erst begonnen. Da die Zeit mittlerweile drängte, um konzentrierte Luftangriffe auf Rabaul zu fliegen, sollte der Ausbau auf drei Bahnen erweitert und die Infrastruktur, ins besonders für die schnelle Betankung der Bomber, sieben Wochen entgegen der ursprünglichen Planung vorverlegt werden. So sollten die Kiriwina-Flugfelder ab dem 10. Oktober in vollem Umfang einsatzbereit sein. Um dieses Ziel zu erreichen, wurden Ingenieurs- und Seabee-Baueinheiten von Woodlark abgezogen. Trotz dieser Bemühungen konnte das Ziel der vollen Einsatzbereitschaft zum vorgegebenen Datum nicht erreicht werden, aber Einsätze zur Bombardierung japanischer Flugfelder auf Neubritannien konnten ab dem 12. Oktober geflogen werden. Beide Flugfelder waren ab November 1943 mit je zwei Landebahnen von 1,8 Kilometer Länge voll ausgebaut. Auf dem nördlichen Flugfeld lag zusätzlich eine knapp ein Kilometer lange Notfallbahn parallel zu den anderen Bahnen.

## Nach der Schlacht
Abgesehen von Aufklärungsflügen und zwei kleinen Bombenangriffen gegen Woodlark reagierten die Japaner nicht auf die Landungen, so dass Barbey zwanzig Staffeln nach Kiriwina und sieben nach Woodlark transportieren konnte, ohne ein Schiff oder einen Mann zu verlieren. Bis Mitte August war der Transport von Vorräten und Männern zu den beiden Inseln keine taktische Mission mehr. Die Versorgungsdienste der US-Armee waren bereit, Barbey von der logistischen Verantwortung zu entbinden.

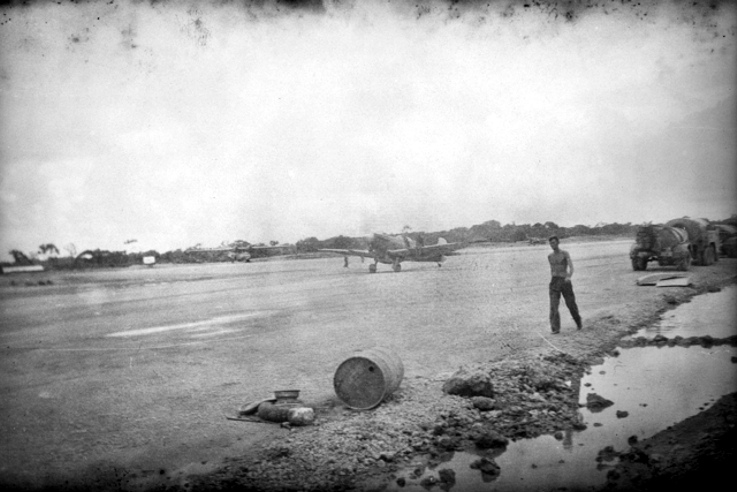
Eine Spitfire der No. 79 Squadron der RAAF auf Kiriwina

So konnte der SWPA mit minimalen Kräften zwei weitere Flugplätze sichern, um die Kontrolle der Alliierten über das Salomonenmeer zu stärken.
Nachdem die alliierten Streitkräfte das strategisch wichtige Flugfeld Munda Point auf New Georgia im August von den Japanern erobern und ausbauen konnten, wurde dieses das meistbenutzte Flugfeld des Pazifikkriegs und die Flugfelder auf Woodlark und Kiriwina wurden zu sekundären Flugfeldern herabgestuft. Sie waren nur als temporäre Ausweich- oder Aufmarschstützpunkte weiterhin in der Planung. In der Folge wurde vom SWPA angewiesen das dort stationierte Flugpersonal abzuziehen und in weiter vorgeschobene Basen zu verlegen. Die RAAF nutzte den Stützpunkt weiterhin für Truppen- und Cargo-Transporte. Bis auf das Flugfeld war Woodlark ab Ende Oktober 1943 von den amerikanischen Einheiten komplett evakuiert worden. Das Flugfeld selbst diente nur noch als Notfalllandeplatz. Von Kiriwina starteten noch bis in den November Langstreckenbomber Angriffe auf Rabaul und weiter nördlich gelegene Basen der Japaner in Neuguinea. Danach begann auch hier der Abzug des Flugpersonals.